# Адвайта (черепаха)
Адвайта (англ. Adwaita; означає «унікальний» на санскриті; бл. 1750 — 22 березня 2006) — самець альдабрської черепахи, який жив у Аліпурському зоологічному саду (Колката, Індія). Приблизний вік черепахи-довгожителя становив за різними оцінками від 150 до 255 років.

## Історія
Адвайту подарували Роберту Клайву (англ. Robert Clive) з Ост-Індської компанії британські мореплавці, які зловили її на атолі Альдабра з Сейшельських Островів. Це була одна із чотирьох черепах, які жили в його маєтку у місті Барракпор, зараз північний приміський район Колкати. Адвайту було передано до Аліпурського зоологічного саду 1875 чи 1876 році Карлом Луїсом Швендлером (англ. Carl Louis Schwendler), засновником зоопарку. Там черепаха жила до самої смерті. Панцир Адвайти тріснув наприкінці 2005 року. Під цією тріщиною утворилася рана, зараження якої спричинило смерть черепахи через печінкову недостатність 22 березня 2006 року.
Вага черепахи становила 250 кг. Адвайта жив сам, відомості про його нащадків відсутні. Він харчувався висівками, морквою, салатом, нутом, хлібом, травою та сіллю.
Вважається, що вік Адвайти становив не менше 150 років на момент його смерті. За іншими підрахунками Адвайті було не менше 255 років. Якщо це так, тоді він буде найстарішою відомою черепахою сучасності, яка прожила більше, ніж Гаррієт (на 80 років) і Туї Маліла (на 67 років).